# Emisoras Paraguay
Emisoras Paraguay, conocida generalmente por su nombre comercial de "106", "106.1 FM" o "La 106" es una emisora de radio en Paraguay, cuya base se encuentra en la ciudad de Asunción. Transmite en la frecuencia 106.1 FM las 24 horas todos los días, tiene un amplio alcance dentro de los aglomerados de Asunción y Gran Asunción, alcanzando inclusive a los departamentos de Paraguarí, Cordillera y Presidente Hayes. Es la emisora de radio más escuchada del país según la Cámara de Anunciantes del Paraguay (2017), teniendo un ranking del 13,6% frente a otras emisoras.

## Historia

### Origen de la radio
La radio Emisoras Paraguay se creó en 1958 en Frecuencia AM emitiendo inicialmente en la 1300 AM y a partir del año 1975 en frecuencia FM en la 106.1 hasta la actualidad.

### Fundador de la radio
El director y fundador de la radio Emisoras Paraguay fue Gerardo Halley Mora, este vendió a la empresa Lambaré S.R.L , pasando luego a manos del Sr. Heisecke. Su último director-propietario fue el Sr. Javier Boscarino Báez (difunto).

### Los primeros programas
Los primeros programas radiales fueron en AM de tinte periodístico con los mejores locutores de la época como Miguel Ángel Rodríguez. Ricardo Rodas Vill, Néstor García, Blanca Navarro, Agustín González, Carlos Penayo, Irma Sosa, entre otros.
Ubicación, estudio de transmisión:
El estudio de transmisión se encuentra ubicado en la calle Tte. Martínez Ramella N° 1355, Asunción.

### Actualidad
Actualmente Emisoras Paraguay es la más escuchada con diversos programas y una transmisión de 24 horas.

## Programas
- Fantasía: Conducido por Ricardo Rodas Vill acompañado en publicidad por Carlos Florentín, es uno de los programas más antiguos de la radiofonía paraguaya. Se emite música en general y noticias matutinas. Es transmitido de lunes a sábado de 06:00 a 09:00 hs.
- El Cabezón de la Mañana: Conducido por Rafael Ortega, siendo uno de los programas más exitosos de la emisora. Se emite música en general, con mayor énfasis en tropicales, cumbia y vallenatos; con entrevistas, grupos musicales invitados y secciones de humor. Es transmitido de lunes a sábado de 09:00 a 12:00 hs.
- El Parlamento: Programa humorístico vespertino, conducido por Orlando Cáceres. Se emite música en general. Es transmitido de lunes a sábado de 14:00 a 17:00 hs.
- Morrocotudísimo: Conducido por Ricardo Rodas Vill. Se emite música en general y noticias locales e internacionales. Es transmitido de lunes a viernes de 17:00 a 19:00 hs.
- Energía 106: Conducido por Osvaldo Amílkar. Un programa con enfoque juvenil, con música electrónica, latinos y reguetón. Es transmitido de lunes a viernes de 19:00 a 21:00 hs. y los sábados de 17:00 a 20:00 hs.
- Ellas: Las Dueñas del Aire: Conducido por Johanna Acosta Insaurralde y Stella Maris Sanabria. Se emite música en general. Es un programa fruto de la fusión entre "La Vallenata" y "La Bodega". Es transmitido de lunes a sábado de 21:00 a 00:00 hs.